# Kurt Wüthrich
Pour les articles homonymes, voir Wüthrich.
Kurt Wüthrich, né le 4 octobre 1938 à Aarberg en Suisse, est un chimiste suisse. Il est colauréat du prix Nobel de chimie de 2002.

## Biographie
Né à Aarberg en Suisse, Wüthrich étudie la chimie, la physique et les mathématiques à l'université de Berne, avant de poursuivre un doctorat sous la direction de Silvio Fallab à l'université de Bâle, où il soutient sa thèse en 1964. Il continue après son doctorat un travail avec Fallab pendant un court moment avant de partir travailler à l'université de Californie à Berkeley) de 1965 à 1967 avec Robert E. Connick (en), puis aux laboratoires Bell à Murray Hill de 1967 à 1969.
Wüthrich retourne en Suisse en 1969, à Zurich, où il commence sa carrière à l'École polytechnique fédérale de Zurich, et où il devient professeur de biophysique en 1980. Il reçoit le Prix Louis-Jeantet de médecine en 1993 et est lauréat du prix de Kyoto en 1998.
Il est lauréat de la moitié du prix Nobel de chimie de 2002 (l'autre moitié a été remise à Kōichi Tanaka et à John B. Fenn) « pour le développement de méthodes d'identification et d'analyses structurale de macromolécules biologiques [...] pour le développement de la spectroscopie par résonance magnétique nucléaire servant à établir la structure tridimensionnelle des macromolécules en solution ».
Il est élu associé étranger à l'Académie française des sciences, le 3 avril 2000.

## Prix et distinctions
- 1999 : prix Günther-Laukien